# クロロビウムキノン
| クロロビウムキノン             | クロロビウムキノン |
| ------------------------------ | --- |
| クロロビウムキノンの化学構造式 | |
| IUPAC名                        | 2-[(2E,6E,10E,14E,18E,22E)-3,7,11,15,19,23,27-ヘプタメチル-1-オキソ-2,6,10,14,18,22,26-オクタコサヘプタエニル]-3-メチル-1,4-ナフトキノン |
| 別名                           | 1'-オキソメナキノン-7 |
| 分子式                         | C46H62O3 |
| 分子量                         | 663 |
| CAS登録番号                    | 21884-42-4 |
| 形状                           | 淡黄色結晶 |
| 融点                           | 50 °C |

クロロビウムキノン(chlorobiumquinone; CK)は、メナキノン-7のプレニル側鎖の1'位がカルボニル基となった化合物。
緑色硫黄細菌Chlorobium limicolaで初めて見出され、それに因んで命名された。
原核生物では緑色硫黄細菌が特異的に持つキノン種だと考えられているが、それ以外に真核生物のドノバンリーシュマニア(Leishmania donovani)が持っていることが知られている。

## 化学的性質
UVスペクトルはメナキノン類とは大きく異なり、プラストキノンに似ている。
酸化還元電位 (Eo') は+39 mVと他のメナキノン類と比べて高い。

## 機能
緑色硫黄細菌の光捕集装置クロロソームに含まれており、バクテリオクロロフィルcのクエンチャーとして機能し光合成の調節に関わっていると考えられている。
リーシュマニアにおいては細胞膜における電子伝達体として機能していることが知られている。